# Mühlbach (Hundsbach)
Der Mühlbach (tschechisch: Mlýnský potok) ist der Oberlauf des Hundsbaches im bayerischen Teil des Kohlwalds im Fichtelgebirge.

## Quelle
Der Mühlbach entspringt im tschechischen Teil des Kohlwalds am Osthang des Výhledy (deutsch: Oberkunreuthberg).

## Verlauf
Der Mühlbach vereinigt sich nach längerem Verlauf bei Pechtnersreuth mit dem Giesbach, welcher die Grenze zu Tschechien markiert, wechselt kurz wieder auf tschechisches Gebiet und wird ab Wiedereintritt nach Bayern zum Hundsbach. Dieser fließt in südliche Richtung und mündet bei der Ortschaft Hundsbach in die Wondreb. Bis kurz vor seiner Unterführung der Bundesstraße 299 verläuft er ebenfalls entlang der Grenze zwischen Deutschland und Tschechien.

## Nutzung
Mühl-, Hunds- und Giesbach werden durch Fischerei (Teichanlagen) wirtschaftlich genutzt.

## Karte
- Fritsch Wanderkarte 1:50.000 Fichtelgebirge-Steinwald